# Shape of You
Singles de Ed Sheeran
Castle on the Hill
(2017)
Shape of You (traduction non littérale en français : « Tes formes ») est une chanson de l’auteur-compositeur-interprète britannique Ed Sheeran. Elle sort le 6 janvier 2017 au format numérique, simultanément sur toutes les plateformes de téléchargement et en double exploitation avec le morceau Castle on the Hill sous les labels Asylum et Atlantic, en tant que premier single issu de son troisième album studio, ÷ (2017). Écrite par Ed Sheeran avec la participation de Johnny McDaid et de Steve Mac (en), qui assurent intégralement sa production, Shape of You est une pièce résolument pop transportée par des notes de xylophone, de guitare et de percussions, entre autres. Composée à partir d’un tempo similaire aux précédents singles de Sheeran, elle comporte une transition musicale parlée et des refrains. Le sujet d’inspiration de cette chanson traite de l'aspect physique d'une relation et non du fait qu’on puisse avoir un faible intense pour l’anatomie d’un individu, en aparté de sa personnalité.
Les critiques contemporaines lui accordent pour la plupart des évaluations positives. Tandis qu’un bon nombre d’entre elles font l’éloge du changement de direction entrepris par Sheeran, d’autres remarquent que la structure musicale de la chanson peut être commodément assimilée à celle d’une myriade de singles déjà connus du grand public, dont notamment Cheap Thrills et The Greatest de Sia. Dès sa sortie, Shape of You se range à la première place des palmarès de plus de soixante-dix pays du monde entier sur l’iTunes Store et fait ses débuts en diffusion numérique à la première place du classement mondial de Spotify, comptabilisant un chiffre total de plus de six millions de lectures continues. Sept jours après sa parution, le single obtient un succès mondial et arrive en tête des hit-parades d’une multitude de nations européennes et planétaires incluant l’Allemagne, l’Autriche, l’Australie, le Canada, le Danemark, les États-Unis, la Finlande, la France, la Grèce, le Luxembourg, l’Irlande, l’Italie, la Norvège, la Nouvelle-Zélande, les Pays-Bas, le Royaume-Uni, la Suède et la Suisse.

## Genèse et développement
Le 13 décembre 2015, après s’être tenu éloigné de la scène musicale et des médias sociaux pendant une année entière,, Sheeran met à jour ses profils et pages Facebook, Twitter et Instagram en publiant une photographie représentant simplement la couleur bleu ciel, faisant ainsi allusion à la parution d’un nouvel album studio, étant donné que les visuels de chacun de ses précédents opus incorporaient un fond coloré simple et un symbole mathématique au premier plan.
Le 1er janvier 2017, le chanteur dévoile une vidéo le mettant en scène en train de brandir un morceau de papier sur lequel l’inscription « Nouveau single ce vendredi » apparaît,. Le 2 janvier 2017, une vidéo longue de dix secondes est exposée sur plusieurs réseaux sociaux. Celle-ci présente ce qui semble être l’illustration dudit prochain disque, intitulé ÷ (prononcé « Divide »), en plus de la date précise du 6 janvier à 05h00 GMT | minuit EST, suggérant le lancement évident de quelque chose à ce moment-là. Le 4 janvier 2017, Sheeran télécharge une courte bande-annonce dépeignant un fond bleu, accompagné des paroles : « The club isn't the best place to find a lover », ligne d’ouverture de Shape of You. Le jour suivant, il partage une dernière vidéo dans laquelle deux-points sont disposés en plein milieu du contenu et fusionnent pour se transformer en corps humain, revoyant à la signification thématique du titre. Dans le cadre du plan commercial visant à promouvoir le single, Sheeran fait appel à Snapchat pour concevoir un filtre temporaire qui appose des lunettes de soleil bleues sur le visage de l’utilisateur par-dessous une multitude de couleurs lumineuses et inclut trente secondes de la pièce en fond sonore.
Le 6 janvier 2017, la double exploitation simultanée de deux chansons, Shape of You et Castle on the Hill, est ultimement lancée sur toutes les plateformes de téléchargement en ligne.

## Thème et composition
| Portrait d’Ed Sheeran · Portrait de Little Mix |

Shape of You est écrite par Ed Sheeran, Johnny McDaid et Steve Mac. D’une durée de trois minutes et cinquante-trois secondes environ, cette chanson puise ses influences à travers des styles musicaux relativement diversifiés tels que la pop, mais aussi le rhythm and blues et le dancehall. Selon les partitions publiées sur Musicnotes.com par Kobalt Music Group, la piste a un tempo de 96 pulsations par minute et possède une tonalité en do dièse mineur. Elle est structurée à partir d’une mesure dite « ordinaire » et suit une progression d'accords basique en C♯m–F♯m-A-B. De plus, la gamme vocale monte jusqu'à un puissant E♭5. Acoustiquement parlant, le titre est un condensé d’effets liés à la musique house tropicale et de sonorités « grattées ». Il émerge sur un rythme dynamique qui se prolonge à mesure que l’habituelle pédale de guitare de Sheeran prend forme. L’interprète chante par-dessus un balancement percussif entraîné par l’harmonie linéaire d’un Marimba.
Textuellement, Shape of You explore la thématique de l’amour naissant et d’une rencontre entre deux personnes dans un bar. Ces jeunes gens ont le coup de foudre l’un pour l’autre et Sheeran se montre exceptionnellement fasciné par le corps de sa conquête. En effet, les paroles mettent en avant l'attraction physique qu'exerce sa compagne sur lui et l'aspect charnel de leur relation comme le démontrent les lignes « Say, boy, let's not talk too much / Grab on my waist and put that body on me » du pré-refrain, bien que cette personne ait réussi à séduire et captiver émotionnellement le chanteur. Ce concept de l’amour  est fréquent dans la discographie de Sheeran, par exemple à travers la chanson Don’t, où une dynamique initiale de relation quasi semblable est décrite. Le titre « Shape of You » en lui-même désigne deux types distincts de « formes ». Au sens littéral, le chanteur est appréciatif du corps dont il fait la glorification ; toutefois, on peut aisément noter une connotation figurative dans la mesure où il serait plutôt amoureux de la forme et du type de personnalité ou trait de caractère de la personne avec qui il partage des aventures. Qu’il soit physiquement ou émotionnellement dévoué à cette « forme » en question, ce duo de cas de figure est estimable. Pendant les quatre premières lignes du refrain, Sheeran emploie un trope (fondé sur l’expression « les contraires s’attirent ») en comparant l’attraction romantique qu’ils éprouvent aux forces magnétiques.
Les aspects  émotionnel et charnel sont cités dans les paroles : « I'm in love with the shape of you
We push and pull like a magnet do
Although my heart is falling too
I'm in love with your body » qui se traduit par « Je suis amoureux de tes formes. Nous nous attirons and repoussons comme le font des aimants. Même si mon cœur aussi a flanché, je suis amoureux de tes formes »
Certaines paroles comme
« Girl, you know I want your love
Your love was handmade for somebody like me. » sont plus ambiguës et peuvent être interprétées comme décrivant un amour physique ou émotionnel.
En outre, lors d’une entrevue postérieure à la parution du single pour l’émission Radio 1 Breakfast Show, Sheeran révèle que Shape of You avait originellement été composé pour Little Mix puis pour Rihanna. À ce propos, il déclare :

« Ce morceau tient un peu du hasard car j’écrivais des compos pour d’autres personnes avec deux types nommés Steve Mac et Johnny McDaid. On était en train d’écrire la chanson et je m’étais dit que ça pourrait vraiment plaire à Rihanna. »

Cependant, le chanteur prend finalement la décision de garder son travail pour lui, ayant à l’esprit que certaines paroles auraient pu ne pas convenir à l’artiste barbadienne,. Il continue et affirme :

« Ensuite, je me suis mis à chanter certaines lignes, notamment celle qui fait « putting Van the Man on the jukebox », et je me suis dit qu’elle ne chanterait jamais un truc pareil. C’était la dernière chanson qu’on avait complété pendant nos sessions et j’étais loin de penser que je l’ajouterais à l’album. Je l’ai simplement écrite tout en appréciant de ne pas me prendre la tête pour le faire. »

## Accueil critique
Shape of You reçoit des avis majoritairement positifs de la part des critiques. Jon Caramanica du New York Times commente qu’il s’agit d’une « chanson délicate, agile et efficace qui combine toute l’éclaircie agressive de la musique caribéenne ». Taylor Weatherby de Billboard considère que le morceau n’a définitivement rien en commun avec le paysage musical auquel Sheeran a habitué son public, expliquant que « tout ceci sert presque d’indication pour mieux nous faire remarquer que l’interprète de Thinking Out Loud ne s’est pas reposé sur ses lauriers, ayant été surtout occupé à façonner une musique agrémentant à la fois cette « touche Sheeran » très discernable et induisant une tournure inattendue ». Jeremy Gordon de Spin a quant à lui affirmé que le morceau représente « une tentative plausible de nous convaincre que Sheeran a bien eu des relations sexuelles entre-temps... voire beaucoup d’ailleurs », ajoutant « le rendu final donne presque l’effet d’une gifle au visage, bien qu’on ait du mal à imaginer Sheeran demander à une femme d’allonger son corps sur le sien dans la vraie vie ». Loïse Delacotte de Cosmopolitan est d’avis que Shape of You est un « titre lancinant avec un rythme R&B , qui n'est pas sans rappeler certaines ballades de Craig David ou de Justin Timberlake ».
Un certain nombre de critiques remarquent également une particularité avec la structure musicale de la chanson qui, dans la plupart des cas, est directement superposée à celles d’un florilège de morceaux contemporains, dont notamment Cheap Thrills et The Greatest de Sia, comme le dénote Adam Starkey de Metro, mais aussi Life Goes On de Fergie ou encore Don’t Wanna Know de Maroon 5. Dans une moindre mesure, No Scrubs des TLC fait partie des pistes les plus citées à titre comparatif et en termes d’inspiration directe.

## Performance commerciale
Le 13 janvier 2017, Shape of You commence son ascension dans les hit-parades. Le single parvient à atteindre progressivement et dès son entrée, la place suprême des classements allemands, australiens, britanniques, finlandais, français, irlandais, italiens, néerlandais, néo-zélandais, norvégiens, suédois et suisses, à quelques jours d’intervalle seulement. Fort de sa popularité, il s’empare automatiquement du titre de première chanson de l’année 2017 à obtenir un succès commercial fulgurant, tout en battant le record des ventes d’exemplaires numériques et de lectures en flux continu.
Alors que 226 808 copies s’écoulent au Royaume-Uni, dont 89 465 engendrés grâce aux écoutes sur les plateformes de musique en ligne, le single y est instantanément certifié disque d’argent par la BPI, expliquant en grande partie la raison de son entrée en haut du hit-parade national. En France, le SNEP recense près de 5 033 téléchargements numériques et précisément 2 049 292 écoutes du morceau lors de sa première semaine d’exploitation. Lors de sa première semaine d'exploitation, le single se classe directement numéro 1 avec 18 700 unités (téléchargements+équivalents-ventes).

## Interprétations en direct
Le 9 janvier 2017, Sheeran est convié dans les locaux de la station de radio britannique Capital pour une entrevue et y interprète pour la toute première fois une version acoustique de Shape of You,.
Ed Sheeran a également interprété Shape of You en duo avec Soprano le 4 novembre 2017 lors de la 19e édition des NRJ Music Awards.
Le 16 décembre, Ed Sheeran a interprété Shape of You et Perfect lors de la 88e cérémonie de l'élection Miss France 2018

## Vidéoclip
Le 6 janvier 2017, sort le vidéoclip éponyme, dans lequel Ed Sheeran joue le rôle d'un jeune homme se prenant d'affection pour une jeune femme interprétée par le mannequin et danseuse américaine Jennie Pegouskie, Cette dernière en a également assuré la post-production. 
Au 26 février 2019, date à laquelle le clip de Despacito devient la première vidéo à dépasser les 6 milliards de vues sur YouTube, celui de Shape of You est la deuxième plus regardée de la plateforme avec 4,09 milliards de vues. En 2023, la vidéo a été visionnée 6,384 milliards de fois sur YouTube (21 décembre 2024), se classant septième parmi les plus visionnées après See You Again de Wiz Khalifa et Charlie Puth Wheels on the Bus de Cocomelon Bath Song de CoComelon & Kids Songs Johny Johny Yes Papa: The Best Song for Children LooLoo Kids de LooLoo Kids, Despacito de Luis Fonsi et Baby Shark de Pinkfong.

## Crédits
| - Ed Sheeran - chant, écriture, co-production, guitare, percussions, chœurs - Geo Gabriel - chœurs - Travis Cole - chœurs - Wayne Hernandez - chœurs - Johnny McDaid - écriture - Steve Mac (en) - écriture, production, claviers | - Chris Laws - batterie, ingénierie audio - Dann Pursey - ingénierie audio - Joe Rubel - ingénierie audio - Geoff Swan - mixage - Mark « Spike » Stent - mixage - Michael Freeman - mixage - Stuart Hawkes - matriçage |

Source

## Formats et éditions
- Téléchargement mondial numérique[21]

1. Shape of You – 3:53

## Classements, certifications et successions
| Classement (2017)                           | Meilleure position |
| ------------------------------------------- | ------------------ |
| Allemagne (Media Control AG)                | 1                  |
| Argentine (Monitor Latino)                  | 1                  |
| Australie (ARIA)                            | 1                  |
| Autriche (Ö3 Austria Top 40)                | 1                  |
| Belgique (Flandre Ultratop 50 Singles)      | 1                  |
| Belgique (Wallonie Ultratop 50 Singles)     | 1                  |
| Canada (Adult Contemporary)                 | 23                 |
| Canada (All-Format Airplay)                 | 20                 |
| Canada (Hot 100)                            | 1                  |
| Canada (Contemporary Hit Radio)             | 18                 |
| Canada (Hot Adult Contemporary)             | 22                 |
| Danemark (Tracklisten)                      | 1                  |
| Écosse (OCC)                                | 1                  |
| Espagne (PROMUSICAE)                        | 1                  |
| États-Unis (Adult Contemporary)             | 24                 |
| États-Unis (Adult Pop Songs)                | 22                 |
| États-Unis (Bubbling Under Hot 100 Singles) | 16                 |
| États-Unis (Dance/Mix Show Airplay)         | 24                 |
| États-Unis (Digital Songs)                  | 1                  |
| États-Unis (Hot 100)                        | 1                  |
| États-Unis (LyricFind Global)               | 1                  |
| États-Unis (LyricFind U.S.)                 | 1                  |
| États-Unis (On-Demand Songs)                | 2                  |
| États-Unis (Pop Airplay)                    | 24                 |
| États-Unis (Radio Songs)                    | 18                 |
| États-Unis (Rhythmic Songs)                 | 36                 |
| États-Unis (Spotify Viral 50)               | 1                  |
| États-Unis (Streaming Songs)                | 1                  |
| États-Unis (Twitter Top Tracks)             | 1                  |
| États-Unis (YouTube)                        | 1                  |
| Finlande (Suomen virallinen lista)          | 1                  |
| France (SNEP)                               | 1                  |
| France (SNEP Streaming)                     | 1                  |
| Grèce (Greece Digital Songs)                | 1                  |
| Irlande (IRMA)                              | 1                  |
| Israël (Media Forest)                       | 7                  |
| Italie (FIMI)                               | 1                  |
| Luxembourg (Luxembourg Digital Songs)       | 1                  |
| Norvège (VG-lista)                          | 1                  |
| Nouvelle-Zélande (RMNZ)                     | 1                  |
| Pays-Bas (Nederlandse Top 40)               | 1                  |
| Pays-Bas (Single Top 100)                   | 1                  |
| Portugal (AFP)                              | 1                  |
| Tchéquie (IFPI Rádio)                       | 1                  |
| Royaume-Uni (UK Singles Chart)              | 1                  |
| Suède (Sverigetopplistan)                   | 1                  |
| Suisse (Schweizer Hitparade)                | 1                  |

| Australie (ARIA) | Or      | 35 000 ^  |
| Canada (Music Canada) | Or      | 40 000 ^  |
| France (SNEP) | Diamant | 474 800   |
| Italie (FIMI) | Or      | 25 000 ‡  |
| Royaume-Uni (BPI) | Or      | 400 000 ‡ |
| « ^ » représente les chiffres de vente en termes d’import-export, basés sur la certification uniquement. « ‡ » représente les chiffres de vente et de diffusion, basés sur la certification uniquement. |         |           |

## Historique de sortie
| Pays         | Date            | Format                                    | Label    |
| ------------ | --------------- | ----------------------------------------- | -------- |
| Monde entier | 6 janvier 2017  | Téléchargement numérique                  | Asylum   |
| États-Unis   | 10 janvier 2017 | Diffusion radiophonique (format triple-A) | Atlantic |